# Southold (Nowy Jork)
Southold – miasto w Stanach Zjednoczonych, w stanie Nowy Jork, w hrabstwie Suffolk.